# Vladimir Dvorniković
Vladimir Dvorniković (ur. 28 lipca 1888 w Severinie na Kupi, zm. 30 września 1956 w Belgradzie) – chorwacki filozof i etnopsycholog, profesor w Zagrzebiu.
Wychodził z przekonania, że zgłębienie aktu, w którym przeżywamy refleksje filozoficzne uprości rozmaite kierunki nowoczesnej filozofii i może pozytywnie wpłynąć na rozwiązanie jej zagadnień. Zwolennik psychologii filozofii.

## Dzieła
- Dei beiden Grundtypen des Philosophierens, Berlin, 1918.
- Savremena filozofija (2 sveska), Zagreb, 1919. i 1920.
- Studije za psihologiju pesimizma (2 sveska), Zagreb, 1923. i 1924.
- Psiha jugoslavenske melankolije, Zagreb, 1925.
- Tipovi negativizma, Zagreb, 1926.
- T. G. Masaryk kao filozof i sociolog, Prag, 1927.
- Borba ideja, Beograd, 1937.
- Karakterologija Jugoslavena, Beograd, 1939.